# Список эпонимов Русской Арктики
Список эпонимов Русской Арктики — перечень полярников, от имён которых образованы топонимы Русской Арктики.

## Легенда
После фамилии, имени, отчества и дат жизни приводится основная специальность. Ведомственная принадлежность моряков условно отмечена понятиями: морской — для строевых чинов Военно-Морского ведомства дореволюционной России, военный — для специалистов военной гидрографии (ГГУ, ГУ ВМС, ныне ГУНИО), полярный — для специалистов Главсевморпути и полярной гидрографии (ГУ ГУСМП, ныне ГП ММФ) и другими сокращениями корпуса флотских штурманов или экспедиций.
Затем через тире перечислены в сокращении номенклатурные термины географических объектов, названных в честь этого человека. Если название отличается от обычной формы в родительном падеже, то оно приводится полностью. Например, «б. Витольда», названная в честь Витольда Ивановича Авгевича.
После каждого географического объекта в скобках указано в сокращенном виде его местонахождение и дата присвоения названия.

## Список
- Авгевич, Витольд Иванович (1907—1965), полярный топограф — б. Витольда (Км, 1933); пик Авгевича (Земля Королевы Мод, нанесён на карту в 1961, назван в 1966)[2].
- Алексеев (Саркан) Николай Николаевич (1900—1969), полярный гидрограф — б. (Км, 1969).
- Альбанов, Валериан Иванович (1881—1919), штурман — м. (ЗФИ, 1929), о. (Км., 1962), лед. (СЗ, 1953).
- Амундсен, Руаль (1872—1928), норвежский путешественник — м. (мЛ, 1937).
- Андреев, Константин Петрович (1853—?), гидрограф ГГУ — м. (Км, 1901).
- Андреев, Николай Павлович (1850—1906), врач ГГУ — м. (НЗ, 1889), гб. (К, 1888).
- Андреев, Степан (XVIII в.), сержант геодезии — о. (ВСм, 1912).
- Андронов, Владимир Васильевич (1911—1941), полярный гидрограф — б. (ЗФИ, 1963).
- Анжу, Пётр Фёдорович (1796—1869), морской офицер — м. (НС, 1821), о-ва, п-в (НС, 1886).
- Антиповский, Александр Фёдорович (1928—1984), полярный гидрограф, м. (ВСм, 1984).
- Антонов, Семён Платонович (1909—1954), полярный капитан — б. Капитана Антонова (ЗФИ, 1963).
- Ануфриев, Иван Петрович (1868—1937), капитан — б., р. (НЗ, 1924).
- Анцев, Дмитрий Рейнгольдович (1883—1919), гидрограф г/э СЛО — м. (СЗ, ок. 1928).
- Аристов, Иван Гаврилович (1913—1972), полярный гидрограф — б. (Т, 1973).
- Астафьев, Владимир Петрович (1860—1890), офицер КФШ — м, (НЗ, 1889).
- Ахматов, Виктор Викторович (1875—1934), гидрограф-геодезист, м. Ахматова (Юшкова) (НЗ, 1924), з. (СЗ).
- Баклунд, Оскар Андреевич (1846—1916), астроном — г. (НЗ, 1913), о-ва (Км, 1901), п-в, б., м. (Км, 1940).
- Баклунд, Олег Оскарович (1878—1958), геолог — о-ва (Км, ок. 1920).
- Балк, Николай Алексеевич (1853—?), морской офицер — о. (Берм, 1881).
- Башмаков, Павел Иванович (1890—1942), гидрограф — пр. (ЗФИ, 1963).
- Бегичев, Никифор Алексеевич (1874—1927), боцман, промышленник — оз. (Т, 1951), о. Большой Бегичев (мЛ, ок. 1912), о. Малый Бегичев (мЛ, 1933), о. Бегичевская Коса (Км, 1932).
- Беклемишев, Николай Николаевич (1857—1917), морской офицер — г. (Барм, 1881).
- Белобородов, Сидор Климентьевич (1696 — ок. 1742), матрос ВСЭ — м. (Км, 1965).
- Белобров, Андрей Павлович (1894—1983), гидрограф, профессор — пр. (Км, 1984).
- Бельков, Николай Семёнович (XVIII—XIX вв.), промышленник — о. Бельковский (мЛ, ок. 1820).
- Бердников, Николай Васильевич (1901—1940), пол, капитан — м, (ЗФИ, 1963).
- Бердовский, Александр Павлович (1904—1956), зам. нач. ГУ ГУСМП — м. (ЗФИ, 1956).
- Бережных, Илья Автономович (1800—1839), офицер КФШ — м. (мЛ, 1822).
- Беринг, Витус Ионссен (1681—1741), нач. ВСЭ — Берингов пр. (1784), Берм (1818).
- Берри, Боберт Маллори (1846—1929), американский моряк — гора (о. Врангеля, 1881).
- Биллингс, Джозеф (1761—1806), нач. экспедиции — м. (ВСм, 1823).
- Богатырев, Афанасий Данилович (1872—1952), ленский капитан — отмель (мЛ, 1920).
- Борисов, Александр Алексеевич (1866—1934), художник — п-в (НЗ, 1973).
- Боровиков, Григорий Никитич (1890—1951), нач. ГУ ГУСМП — м, (ЗФИ, 1963).
- Боткин, Александр Сергеевич (1866—?), военный гидрограф — м. (Км, 1895).
- Брейтфус, Леонид Львович (1864—1950), зав. метеочастью ГГУ — м. (ЗФИ, 1914).
- Бровцын, Павел Алексеевич (1874—1937), военный гидрограф — о. (Барм, 1902).
- Брусилов, Георгий Львович (1884—1914), военный гидрограф — ледниковый купол (ЗФИ, ок. 1956).
- Бруснев, Михаил Иванович (1866—1937), инженер-технолог — о. (мЛ, 1903).
- Бубнов, Фёдор Андреевич (1809—1888), морской офицер — пр. (НЗ, 1833).
- Бунге, Александр Александрович (1851—1930), врач, зоолог — лед. (НЗ, 1913), п-в (Км, 1901), о. (мЛ, 1886).
- Бухтеев, Афанасий Михайлович (1862—?), пом. нач. ГГУ — м. (СЗ, ок. 1928).
- Бэр, Карл Максимович (1792—1876), естествоиспытатель — м. (НЗ), м. (ЗФИ, 1874), о. (Км, 1843), горы (Т, 1900).
- Бялоков, Евгений Людвигович (1861—1919), военный гидрограф — о. (Барм, 1902), пр. (Км, 1964).
- Бялыницкий-Бируля, Алексей Андреевич (1864—1937), зоолог — з. Бирули (Т, 1901).
- Вагин, Меркурий (?—1712), якутский казак — м. (НС, ок. 1909), п-в Меркушина Стрелка (ВСм, XVIII в.).
- Вальтер, Герман Эдуардович (1864—1902), врач РПЭ — з. (Т, 1901), м. Вальтера (Могильный) (НС, 1901).
- Варнек, Александр Иванович (1858—1930), военный гидрограф — м. (НЗ, 1901), м. (НЗ, 1913), б. (Барм. 1902).
- Васильев, Василий Гаврилович (1905—1970), полярный астроном — лагуна (Т, 1972).
- Васильев, Виктор Константинович (1889—1967), полярный гидрограф — м. (Км, 1972).
- Вебер, Эрнст Фёдорович (?—?), астроном — утёс (Ч, 1909).
- Вепрев, Иван Елисеевич (1802—?), офицер КФШ — о. (НЗ, 1833).
- Вертинский, Александр Михайлович (1887—1942), военный гидрограф — лед. (НЗ, 1921).
- Визе, Владимир Юльевич (1886—1954), гидролог, историк — б. (НЗ, 1921), б. (НЗ, 1925), лед. (НЗ, 1913), лед. (ЗФИ, 1963), м. (ЗФИ, 1955), м. (ЗФИ, 1913), м. (СЗ, ок. 1928), о. (Км, 1930).
- Виллем Баренц (1550—1597), голландский мореплаватель — о-ва (НЗ, 1823), м. (ЗФИ, 1879), Барм (1853).
- Вилькицкий, Андрей Ипполитович (1858—1913), военный гидрограф, нач. ГГУ — з., лед. (НЗ, 1910), м. (НЗ, 1913), о. (ВСм, 1914), о-ва (Км, 1901).
- Вилькицкий, Борис Андреевич (1885—1961), военный гидрограф — о-ва (мЛ, 1919), пр. (между Км и мЛ, после 1917).
- Витков, Александр Аркадьевич (1868—?), военный гидрограф — м. (Км, 1896).
- Витрам, Фёдор Фёдорович (1854—1914), учёный астроном-геодезист — м. (Т, 1900).
- Виттенбург, Павел Владимирович (1884—1968), геолог — м. (ЗФИ, 30-е годы XX в.).
- Вишневский, Викентий Карлович (1781—1855), астроном, академик — м. (НЗ, 1833).
- Войцеховский, Георгий Анастасьевич (1900—1942), полярный геодезист — лед. (СЗ, ок. 1951).
- Воллосович, Константин Адамович (1869—1919), геолог — м. (ок. 1928), о. (СЗ. 1951).
- Воробьёв, Всеволод Иванович (1898—1984), пол., военный гидрограф — пр. (Км, 1984).
- Воронцов, Иван Яковлевич (1909—1958), полярный топограф — п-в (1934), м. (Км, 1965).
- Врангель, Фердинанд Петрович (1796—1870), морской офицер — о. (НЗ, 1822), о. (между ВСм и Чм, 1867).
- Вылка Илья (Тыко) Константинович (1884—1961), ненецкий художник — лед. (НЗ, 1910), б. Ильи Вылки (НЗ, 1933).
- Гаврилин, П. П. (XX в.), полярный топограф — о. (Км, 1933),
- Гаврилов, Александр Александрович (1869—?), морской офицер — з. (НЗ, 1896).
- Галанин, Константин Семёнович (1905—1941), нач. ГУ ГУСМП, зам. нач. ГУ ВМС — м. (ЗФИ, 1963).
- Галл Роберт (Роман Романович) (1761—1844), морской офицер — м. (НЗ, 1833).
- Гаудис, Александр Иванович (1916—1959), полярный гидрограф и гидролог — лед. (ЗФИ, 1963).
- Гвоздев, Михаил Спиридонович (XVIII в.), геодезист — о-ва Диомида (Гвоздева) (Берингов пр., 1791).
- Геденштром, Матвей Матвеевич (1783—1845), нач. экспедиции — г. (1886), з., р. (НС, ок. 1822).
- Герберштейн, Сигизмунд (1486—1566), австрийский посол и географ — о. (Км, 1901).
- Глазенап, Богдан Александрович фон (1811—1892), морской офицер — б. (Берм, 1828).
- Голанд, Самуил Моисеевич (1924—1969), полярный гидрограф — м. (Км, 1972).
- Голенищев-Кутузов, Логгин Иванович (1769—1845), морской офицер, картограф — м. Кутузова (НЗ, 1833).
- Горбацкий, Герасим Васильевич (1896—?), геолог — плато (НЗ, 1933).
- Городков, Борис Николаевич (1890—1953), геоботаник, географ — м. (ЗФИ, ок. 1954).
- Грдина, Ю. В. (?—?), магнитолог — м. (Км, 1920).
- Громов, Леонид Васильевич (1905—?), геолог — г. (о. Врангеля, ок. 1952).
- Гущин, Павел Антонович (1910—1987), полярный гидрограф — пр. (дельта р. Лены, 1987).
- Давыдов, Борис Владимирович (1884—1925), военный гидрограф — б. (Км, 1939), м. (СЗ, ок. 1928), б. (Чм, 1928).
- Дауркин, Николай Иванович (XVIII в.), чукотский картограф, переводчик — п-в (Ч, 1973).
- Де-Лонг, Джордж Вашингтон (1844—1881), американский исследователь Арктики — з. (ЗФИ, 1895), о-ва, г. (НС, 1901).
- Демидов, Дмитрии Алексеевич (1800—?), морской офицер — о-ва (НЗ, 1833).
- Демидов, Флор Парфеевич (1896—?), полярный капитан — м. (Км, 1964).
- Дёмин, Леонид Александрович (1897—1973), военный гидрограф — б. (Ч, 1932).
- Деплоранский, Николай Михайлович (1858—1905), военный гидрограф — камни, м. (К, 1889), м. (НЗ, 1889).
- Джексон, Фредерик (1860—1938), нач. английской экспедиции — ледниковый купол (ЗФИ, 1956), о. (ЗФИ, 1895), о. (Барм, 1903).
- Дмитриев, Всеволод Николаевич (1907—1980), военный гидрограф — м. (Чм, 1982).
- Добкин, Иннокентий Яковлевич (1914—1954), полярный геодезист — м. (ЗФИ, 1956).
- Добротворский, Леонид Фёдорович (1856—1915), морской офицер — м. (Км, 1900).
- Долгушин, Иван Алексеевич (1926—1975), полярный гидрограф — м. (Км, 1976).
- Дриженко, Фёдор Кириллович (1858—1922), военный гидрограф-геодезист — м. (НЗ, 1913).
- Дубовской, Борис Владимирович (1912—1978), геодезист — п-в Борисовский (Т, 1952), м. (Т, 1978).
- Дьяконов, Владимир Владимирович (1873—1905), военный гидрограф — м. (Барм, 1902).
- Евгенов, Николай Иванович (1888—1964), военный и пол. гидрограф-геодезист — б. (НЗ, 1925), м., пр. (СЗ, 1965).
- Екатеринин, Борис Михайлович (1912—1954), полярный гидрограф — м. (ЗФИ, 1956).
- Еленевский, Дмитрий Николаевич (1905—?), полярный топограф — пр. (Км, 1934).
- Ермолаев, Михаил Михайлович (1905—?), геолог, профессор — НЗ: г. (1930), м. (1933), б. (1934).
- Жаров, Сергей Валентинович (1911—1952), астроном — м. (Км, 1965).
- Жданко, Михаил Ефимович (1855—1921), военный гидрограф — м. (НЗ, 1924).
- Жонголович, Иван Данилович (1892—1981), астроном, геодезист, гравиметрист — о., о-ва (НЗ, 20-е годы XX в.).
- Жохов, Алексей Николаевич (1885—1915), офицер г/э СЛО — о. (НС, 1926), оз. Лейтенанта Жохова (Т, 1976).
- Зайцев, Павел Иванович (1912—1954), военный гидрограф — м. (НЗ, 1955).
- Зеберг, Фридрих Георгиевич (1872—1902), астроном РПЭ — з. (Т, 1901), лед. (НС, 1903).
- Зейн, Абрагам Вангой (1850—1919), помощник инженера в американской экспедиции Р. Берри — м. Занес (о. Врангеля, 1881).
- Зубов, Николай Николаевич (контр-адмирал) (1885—1960), океанолог, профессор — м. (НЗ, 1912).
- Иванов, Иван Никифорович (1784—1847), офицер КФШ — м. (Км, о. Белый, 1828).
- Иванов, Константин Васильевич (1862—1907), морской офицер — и. (Т, 1900).
- Иванов, Пётр Филиппович (1841—?), военный гидрограф — камни, м. (НЗ, 1889).
- Иванчин-Писарев, Алексей Михайлович (1802—1847), морской офицер — м. Писарева (НЗ, 1833).
- Илаев, Хаджи Ахмедович (1908—1947), полярный гидрограф — б. (ЗФИ, 1953).
- Иоганнесен Эдвард Гольм (1844—1901), норвежский капитан-зверобой — м. (НЗ, 1870), м. Эдвард (НЗ, 1871), ручей (Км, о. Уединения, 1956).
- Исполатов, Николаи Петрович (1891—?), гидрограф — протока (дельта р. Лены, 1920).
- Казаков, Иван Филиппович (1793—1832), офицер КФШ — пр. (НЗ, 1925), р. (НЗ, 1833).
- Казаринов, Валериан Захарович (1840—1886), офицер КФШ — о. (НЗ, 1870).
- Калин, Владимир Яковлевич (1912—1950), полярный гидрограф — м. (ЗФИ, 1956).
- Калиткин, Иван Михайлович (1908—1988), полярный гидрограф — о. (НЗ, 1936).
- Карандашев, Серафим Григорьевич (1906—1919), полярный астроном-геодезист — м. (ЗФИ, 1963).
- Карлсен, Эллин (1819—1900), норвежский капитан-промышленник — м. (НЗ, 1872).
- Карчевский, Бронислав Каэтонович (1899—1958), полярный капитан — пр. (ЗФИ, 1963).
- Кастерин, Анатолии Васильевич (1905—?), полярный топограф — о. (Км, 1933).
- Киреев, Иван Алексеевич (1888—1958), полярный гидрограф — м. (НЗ, 1936).
- Киселёв, Пётр Семёнович (1696 — ок. 1742), матрос ВСЭ — м. (Км, 1964).
- Кожевин, Иван Ефимович (XVIII—XIX вв.), землемер — м. (НС, 1809).
- Кожевников, Михаил Яковлевич (1870—1942), военный топограф — б, (мЛ, 1924), утёс (Ч, 1909).
- Козлянинов, Леонид Лаврович (1867—1911), военный гидрограф — о. (Барм, 1902).
- Козобин, Алексей Васильевич (1804—?), офицер КФШ — о. Казобин (НЗ, 1833).
- Козьмин, Прокопий Тарасович (1795—1851), офицер КФШ — м. (Ч, 1823).
- Колесников, Георгий Прокофьевич (1908—1942), полярный гидрограф — м. (Км, 1964).
- Колодиев, Николай Яковлевич (1909—1940), полярный гидрограф — б. (ЗФИ, 1963).
- Коломейцев, Николай Николаевич (1867 — ок. 1918), морской офицер — Км: б. (1900), г. (1972), о-ва (1939), р. (1901), пр. (1967).
- Колосов, Василий Васильевич (1898—1939), военный геодезист — о. (НЗ, 1929).
- Корсаков, Николай Фёдорович (1809—1867), морской офицер — м. (НЗ, 1833).
- Корчажинский, Иван Иванович (1907—1949), полярный гидрограф — м. (ЗФИ, 1963)[3].
- Котельников, Александр Григорьевич (?—1829), морской офицер — о. (НЗ, 1833).
- Кравков, Сергей Николаевич (1894—1942), полярный гидрограф — о. (Км, 1933).
- Крапивин, Николай Михайлович (1800—?), офицер КФШ — о-ва (НЗ, 1832).
- Красовский, Феодосий Николаевич (1878—1948), учёный-геодезист — м. (ЗФИ, ок. 1955).
- Кротов, Василий Андреевич (1803—1832), морской офицер — б. (после 1937), р. Бол. Кротова и р. Мал. Кротова (1833), пр. (НЗ, 1925).
- Крузенштерн, Иван Фёдорович (1770—1846), — мореплаватель, учёный — г. (НЗ, 1822), гб. (Км, 1827).
- Крузенштерн, Павел Павлович (1834—1871), морской офицер — о-ва (Км, 1901).
- Крутов, Григорий Степанович (1906—1964), полярный гидрограф — м. (Км, 1964).
- Курников, Иван Дмитриевич (1913—1950), полярный гидрограф — б. (ЗФИ, 1963).
- Лавров, Алексей Модестович (1887—1942), военный гидрограф — пр. (ЗФИ, ок. 1955), м. (Т. 1937), м. (СЗ, ок. 1928), о. (СЗ, ок. 1947).
- Лавров, Борис Васильевич (1886—1942), руководитель Комсеверопути — б. (Т, 1973).
- Лавров, Михаил Андреянович (1799—1882), морской офицер — м. (НЗ, 1821).
- Лакдин, Иван Алексеевич (1895—1937), нач. экспедиции — пр. (Км, 1933).
- Лаппо, Сергей Дмитриевич (1895—1972), полярный гидрограф, океанолог — м. (мЛ, 1980), п-в (Т, 1973).
- Лаптев, Дмитрий Яковлевич (1701—1767), офицер ВСЭ — м. (Км, 1878), пр. Дмитрия Лаптева (между мЛ и ВСм, 1906), м. (ВСм, XX в.), море (1913).
- Лаптев, Харитон Прокофьевич (1700—1763), офицер ВСЭ — м. (Км, 1878), м. Харитона Лаптева (мЛ, 1919), море (1913).
- Ласиниус, Питер (ок. 1700—1735), офицер ВСЭ — м. (Т, 1919), п-в (Т, ок. 1943).
- Латкин, Дермидонт Деевич (1928—1980), полярный гидролог — м. (ЗФИ, 1981).
- Лебединский, Николай Аркадьевич (1911—1940), полярный топограф — м. (НС, 1942).
- Лейкин, Борис Израилевич (1914—1978), полярный гидрограф — о. (мЛ, 1978).
- Лемяков, Николай Фёдорович (1857—1918), офицер КФШ — о. Белужий (Лемякова), (НЗ, 1889).
- Леонтьев, Иван (XVIII в.), прапорщик геодезии — о. (ВСм, 1912).
- Лескинен, Вильям Янович (1895—1975), полярный гидрограф — о. (Км, 1964).
- Лилье, Владимир Александрович (1855—1925), морской офицер — м. (НЗ, 1896).
- Ли-Смит, Бенджамен (1828—1913), шотландский яхтсмен — о. (ЗФИ, 1899), пр. (ЗФИ, 1897).
- Литке, Фёдор Петрович (1797—1882), мореплаватель, учёный, морской офицер — банка (Белое море, 1821), о. (ЗФИ, 1874), м. (Барм, 1894), горы, з. (НЗ, 1833), м., п-в (НЗ, 1913), о. (Км, 1827), о-ва (Км, 1901), банка (Ч, 1961), м., гавань (Ч, 1855).
- Ловцов, Игорь Сергеевич (1918—1947), полярный гидрограф — м. (ЗФИ, 1963), о. (Км, 1966).
- Ломоносов, Михаил Васильевич (1711—1765), великий русский учёный — хребет (НЗ, 1913), подводный хребет (СЛО, 1948).
- Лосев, Алексей Николаевич (1874—?), военный гидрограф, редактор карт — м. (Км, 1906).
- Лысенко, Василий Акимович (1895—1938), военный гидрограф — банка (Берм, ок. 1933).
- Лысов, Иван (XVIII в.), прапорщик геодезии — о. (ВСм, 1912).
- Ляхов, Иван (XVIII в.), якутский промышленник — Ляховские о-ва, о. Бол. Ляховский, о. Мал. Ляховский (НС).
- Макаров, Степан Осипович (1848—1904), учёный, флотоводец — м. (НЗ, 1901), м. (НЗ, 1913), лед. Макарова-Жерве (НЗ, 1908), з. (ЗФИ, ок. 1930), о. (Км, 1901), з. (СЗ, ок. 1950).
- Македонский, Александр Петрович (1916—1973), полярный гидрограф, м. (СЗ, 1973).
- Максимов, Георгий Сергеевич (1876—1955), гидрограф-геодезист, профессор — м. Георгия Максимова (ЗФИ, 1956).
- Маласай, Виталий Павлович (1913—1942), полярный гидрограф — м. (ЗФИ, 1963)[4].
- Малыгин, Степан Гаврилович (?—1761), офицер ВСЭ — м, (Км, 1896), пр. (Км, 1878).
- Малышев Иван Иванович (1909—1981), военный гидрограф — м. Ивана Малышева (НЗ, 1958).
- Мальцев, Николай Петрович (1912—1966), полярный гидрограф — м., пр. (Км, 1966).
- Марышев, Алексей Васильевич (1906—1976), полярный капитан — м. (Км, 1976).
- Матисен, Фёдор Андреевич (1872—1921), офицер РПЭ, гидрограф — м. (Км, 1967), пр. (Км, 1901).
- Матусевич, Николай Николаевич (1879—1950), военный гидрограф, профессор — б. (НЗ, 1950), п-в (НЗ, 1921), з. (ЗФИ, 50-е годы XX в.), фьорд (СЗ, ок. 1928).
- Матюшкин, Фёдор Фёдорович (1799—1872), морской офицер — м. (ВСм, 1821), г. (о. Врангеля, XX в.).
- Миддендорф, Александр Фёдорович (1815—1894), академик, путешественник — м. (НЗ, 1870), лед. (ЗФИ, 1874), з. (Км, 1900), м. (Т. 1878).
- Минеев, Ареф Иванович (1900—1973), начальник о. Врангеля — горы (о. Врангеля, 1940).
- Минин, Фёдор Алексеевич (1708 — ок. 1765), штурман ВСЭ — Км: м. (1894), м. (1878), б. (1937), з. (1900), п-в (1900), пр. (ок. 1920), ручей (XX в.), шхеры (1900), о-ва Мининские (1909)[5].
- Михайлов, Константин Иванович (1859—1921), нач. ГГУ — о-ва (Барм, 1902), м. (Км, 1901), п-в (Км, 1931).
- Михеев, Григорий Сергеевич (1913—1988), полярный гидрограф — пр. (Км, 1988).
- Моисеев, Степан Андреевич (1812—1890), офицер КФШ — горы (НЗ, 1925), м. (НЗ, 1839), м. (НЗ, 1886), о. (Км, 1901).
- Мордовин, Константин Павлович (1870—1915), военный гидрограф — о. (Барм, 1902), м. (Км, 1895), м. (СЗ, ок. 1928), сопка (Км).
- Морозов, Николай Васильевич (1862—1925), военный штурман, гидрограф — м. (К, 1899), м. (НЗ, 1896), пр. (Км, 1933), о. (Км, 1902), м. (Км, 1962), м. (СЗ, ок. 1928).
- Мосин, Иван Александрович (?—1967), инженер аэросъёмочных экспедиций — м. (Км, 1976).
- Назимов, Иван Иванович (1866—?), морской офицер — б. (НЗ, 1896).
- Нансен, Фритьоф (1861—1930), норвежский океанолог и путешественник — г. (НЗ, 1909), лед. (НЗ, 1925), м. (ЗФИ, 1895), о. (ЗФИ, 1896), г. Нансена (Кельха) (Км, 1919), о. (Км, 1900), плато (Т, 1919).
- Напалков, Пётр Яковлевич (1874—1940), военный и пол. топограф — селение (Км, 1929).
- Неелов, Александр Иванович (1868—1918), военный гидрограф — э. (мЛ, 1920).
- Нелидов, Василий Степанович (XIX в.), морской офицер — о. (НЗ, 1833).
- Неупокоев, Константин Константинович (1884—1924), военный гидрограф — з. (НЗ, 1925), банка, о. (Км, 1930), лагуна (СЗ, ок. 1950), м. (СЗ, ок. 1925), б. (мЛ, 1914).
- Никитин, Владимир Михайлович (1903—1988), военный гидрограф — б. (НЗ, 1930).
- Николаев, Пётр Семёнович (1896—1960), геолог — р. (о. Бол. Бегичев, 1983).
- Новосильский, Андрей Павлович (1837—1881), морской офицер — м. Новосильского (Кригуйгун) (Ч, 1876).
- Новосильцев, Алексей Николаевич (1878—1904), военный гидрограф — о. (Барм, 1902).
- Нольде, Борис Александрович (1885 — после 1918), офицер г/э СЛО — гб. (ВСм, 1911).
- Норденшельд, Адольф Эрик (1832—1901), шведский исследователь Арктики — з. (НЗ, 1870), лед. (НЗ, 1910), м. (НЗ, 1925), з. (ЗФИ, 1895), архипелаг (Км, 1893), м. (Км, 1972), о-ва (Км).
- Обручев, Сергей Владимирович (1891—1965), учёный-геолог — и. (НЗ, 1933).
- Овцын, Дмитрий Леонтьевич (ок. 1705 — после 1757), офицер ВСЭ — пр. (Км, 1895).
- Оглоблин, Василий Алексеевич (1909—1966), полярный гидрограф — м. (1967), коса Оглоблинская (мЛ, 1973).
- Орлов, Дмитрий Иванович (1806—1859), офицер КФШ — м. (Берм, 1828).
- Орловский, Пётр Владимирович (1900—1948), нач. ГУ ГУСМП — м. (ЗФИ, 1963).
- Остроумов, Алексей Алексеевич (1909—1980), полярный гидрограф — банка (Км, 1980).
- Павлов, Александр Сергеевич (XIX в.), военный штурман — м. (Ч, 1881).
- Павлов, Владимир Васильевич (1899—1944), полярный капитан — о. (Км, 1962).
- Павлов, Михаил Алексеевич (1884—1942), геолог — горы, м., лед. (НЗ, 1913), оз. (ЗФИ, 1963).
- Пайер, Юлиус (1841—1915), нач. австрийской экспедиции — лед. (1895), о. (ЗФИ, 1904).
- Паренаго, Василий Степанович (1712—?), офицер ВСЭ — м. (Км. 1964)[6].
- Пахтусов, Пётр Кузьмич (1800—1835), офицер КФШ — з. (НЗ, ок. 1930), о. (НЗ, 1910), о-ва (НЗ, 1934), пр. (НЗ, 1913), о., о-ва (Км, 1901).
- Перкис, Лазарь Исаевич (1920—1984), инженер аэросъемочных экспедиций — м. (Км, 1984).
- Печорин, Николай Иванович (1902—1958), полярный топограф — б. (мЛ, 1973).
- Пинегин, Николай Васильевич (1883—1940), полярный исследователь, писатель, художник — м., лед., о. (НЗ, 1913), м. (ЗФИ, ок. 1955).
- Плеханов, Сильвестр Иванович (1894—1971) воен. гидрограф — о-ва (НЗ, 1930).
- Полисадов, Пётр Андреевич (1889—1952), капитан — б., лед. (НЗ, 1925).
- Пономаренко, Виталий Иванович (1924—1970), полярный гидрограф — м. (Км, 1972).
- Поспеев, Алексей Михайлович (?—1940), полярный топограф — м. (Т, 1933).
- Приемышев, Иван Алексеевич (1911—1943), полярный гидрограф — б. (Км, 1964).
- Прончищев, Василий Васильевич (1702—1736), офицер ВСЭ — берег (1913), кряж (1893), р., м. (мЛ, 1919).
- Прохоров, Яков Гаврилович (ок. 1880—1947), военный гидрограф — банка (Км, 1924).
- Пустовалов, Иван Фёдорович (1904—1984), геолог — б. (НЗ, 1933).
- Пушкарев, Алексей (XVIII в.), прапорщик геодезии — о. (ВСм, 1912).
- Пшеницын, Пётр (XIX в.), геодезист — б. (1951), лагуна (1937), р. (НС, 1906).
- Раввич, Мендель Гиршевич (1912—1978), геолог — п-в (Т, ок. 1980).
- Рагозин, Николай Маркович (1802—1870), офицер КФШ — о. (1833), о-ва (НЗ, 1902), м. (Км, 1827).
- Радзеевский, Виктор Александрович (1910—1944), полярный капитан, гидрограф — м. (ЗФИ, 1963), пр. (Км, 1970).
- Ратманов, Иван Алексеевич (1793—1842), морской офицер — гавань (Ч, 1828).
- Ратманов, Макар Иванович (1772—1833), морской офицер — м, (НЗ, 1833), о. (Берингов пр., 1816).
- Рахманин, Федот Ипполитович (1731—?), мезенский кормщик — м. (НЗ, 1927).
- Рейиеке, Михаил Францевич (1801—1859), морской офицер, директор Гидрографического департамента — з., о-ва (НЗ, 1833).
- Рогачев, Григорий Степанович (1814—?), офицер КФШ — з., р. (НЗ, 1839), п-в (НЗ, ок. 1934).
- Рождественский, Алексей Николаевич (1891 — ок. 1935), военный гидрограф — лед. (НЗ, 1921).
- Розе, Николай Владимирович (1890—1942), нач. г/э СЛО — лед. (НЗ, 1921), о. (НЗ, ок. 1929), м. (ЗФИ, ок. 1930).
- Розмыслов, Фёдор (?—1771), штурман — долина (НЗ, 1925), о. (Км, 1893).
- Романов, Александр Андреевич (1902—1942), биолог, охотовед — м. (мЛ. 1976).
- Русанов, Владимир Александрович (1875—1913), геолог, путешественник — б. (НЗ, 1927), г., долина, пик, з. (НЗ, 1925), пр. (НЗ, ок. 1930), п-в (НЗ, 1927), м. (ЗФИ, ок. 1955), м. (Км, 1957), лед. (СЗ, 1953).
- Рыбин, Георгий Николаевич (1901—1974), военный гидрограф — р. Рыбин-Яха (Км, 1923).
- Самойлович, Рудольф Лазаревич (1881—1940), учёный-геолог — б. Самоиловича (Открытая) (НЗ, 1925), ледниковый купол (ЗФИ, 1963), пр. (ЗФИ, 1930), о. Самойловича (Длинный) (СЗ, 1930).
- Санников, Яков (XIX в.), якутский промышленник — г. Санникова-Тага (XIX в.), пр. (1909), р. (НС, 1811).
- Сапожников, Василий Васильевич (1861—1924), ботаник, профессор — м. (Км, 1919).
- Сарычев, Гавриил Андреевич (1763—1831), генерал-гидрограф — г. (НЗ, 1821).
- Свердруп, Харальд Ульрик (1888—1957), норвежский учёный — скала (мЛ, 1919).
- Свицин, Александр Александрович (XX в.), горный инженер — о. (НЗ, 1924).
- Седов, Георгий Яковлевич (1877—1914), гидрограф, путешественник — б., о. (Барм, 1902), з. (НЗ, ок. 1918), з. (НЗ, 1925), пик (НЗ, 1925), лед. (ЗФИ. ок. 1955), м. (ЗФИ, 1913), б. (Км, 1939).
- Селивёрстов, Александр Петрович (1796—?), офицер КФШ — м. (НЗ, 1833).
- Сенин, Василий Николаевич (1910 — ок. 1960), полярный гидрограф — м. (Км, 1964).
- Сергеев, Борис Васильевич (1935—1974), полярный капитан — р. (мЛ, 1976).
- Сергеев, Иван Семёнович (1863—1919), военный гидрограф — п-в (о. Вайгач, 1902), м. (ВСм, 1912).
- Сергеев, Михаил Михайлович (1891—1977), зам. нач. экспедиции ГВФ — б. (Км, 1965), о. Пологий-Сергеева (Км, 1933).
- Сибиряков, Александр Михайлович (1849—1933), золотопромышленник — о. (Км, 1876).
- Сидоров, Константин Ефимович (1862—1933), военный гидрограф — коса (Км, 1974), о. (Км, 1932).
- Сидоров, Михаил Константинович (1823—1887), золотопромышленник — о. (НЗ, XIX в.). пр. (ЗФИ, ок. 1955), м. (Км, 1900).
- Скворцов, Сергей Иванович (1906—1953), полярный гидрограф — б. (ЗФИ, 1963).
- Скуратов, Алексей (XVIII в.), офицер ВСЭ — м. (Км, ок. 1895).
- Смирницкий, Яков Константинович (1907—1940), полярный гидрограф — б. Якова Смирницкого (НС, 1942).
- Софронов, Степан Елисеевич (1755—?), штурман — гб. (НЗ, 1822).
- Старокадомский, Леонид Михайлович (1875—1962), врач г/э СЛО — о. (СЗ, 1914).
- Стерлегов, Дмитрий Васильевич (1707—1757), офицер ВСЭ — Км: м. (1851), м. (1919), пр. (1965).
- Стрельцов, Александр Борисович (1909—1960), полярный капитан — пр. (ЗФИ, 1963).
- Стрельчени, Мстислав Михайлович (1898—1940), полярный топограф — п-в, оз. (НЗ, 1935).
- Студницкий, Ипполит Владимирович (1857—?), военный гидрограф — м. (113, 1889).
- Сулаков, Георгий Фёдорович (1907—1942), полярный капитан — м. (ЗФИ, 1963).
- Суслов, Иннокентий Михайлович (1893—1972), зам. нач. ГУ ГУСМП, географ, этнограф — п-в (мЛ, 1973).
- Сухоцкий, Владимир Иосифович (1904—1969), нач. ГУ ГУСМП — пр. (Км, 1969).
- Теологов, Анатолий Васильевич (1902—1977), полярный геодезист — м. (мЛ, 1951).
- Тизенгаузен, Эммануил Павлович (1872—1940), топограф — м. (НЗ, 1911).
- Тилло, Алексей Андреевич (1839—1899), учёный-картограф — о. (ЗФИ, ок. 1955), о-ва (Км, 1893), м. (Т. 1901).
- Тобисен, Сиверт Христиан (1821—1873), норвежский капитан-промышленник — г. (НЗ, ок. 1874).
- Толль, Эдуард Васильевич (1858—1902), геолог, исследователь Арктики — г. (НЗ, 1913), м. (Км, 1965), з. (Т, 1893), г. (НС, 1903).
- Траизе, Николай Александрович (1886—1960), офицер г/э СЛО — о-ва (СЗ, ок. 1928).
- Труненкова, Нина Алексеевна (1921—1982), полярный гидрограф — м. (дельта р. Лены, 1987).
- Тудер, Карл Иванович (1840—?), морской офицер — м. (НЗ, 1870)[7][8].
- Тыртов, Сергей Петрович (1839—?), морской офицер — г. (Ч, ок. 1875).
- Тягин, Евстафий Алексеевич (1844—1898), офицер КФШ — о. Ближний (Тягина) (НЗ, 1889).
- Уиггинс, Джозеф (1832—1905), английский капитан — м, (ЗФИ, 1874), м. Виггинса (Км, 1901).
- Урванцев, Николай Николаевич (1893—1985), геолог, профессор — б., м. (Км, 1956).
- Ушаков, Георгий Алексеевич (1901—1963), исследователь Арктики — м. (ЗФИ, 1933), о. (Км, 1935), р. (СЗ, ок. 1950), коса Георгия Ушакова (о. Врангеля, 1968), м. (о. Врангеля, 1929).
- Уэринг, А. С. (?—?), лейтенант американской экспедиции Р. Берри — м. (о. Врангеля, 1881)[9].
- Фёдоров, Евгений Константинович (1910—1981), гидрометеоролог, академик — о-ва Евгения Федорова (Км, 1939).
- Фёдоров, Павел Ермолаевич (1879—?), военный топограф — м. (НЗ, ок. 1930).
- Фефелов, Михаил Александрович (1868—1896), морской офицер — м. (1893), о-ва (НЗ, 1896).
- Фигурин, Алексей Евдокимович (1793—1851), врач — банка (СЛО, 1822).
- Филиппов, Александр Михайлович (1871—1908), химик, гидролог — р. (НЗ, 1901), пр. (Км, ок. 1908).
- Фирфаров, Аркадий Гаврилович (1881—1937), механик г/э СЛО — м. (СЗ, 1914)[10].
- Фоменко, Даниил Степанович (1901—1940), магнитолог — м. (НС, 1942).
- Фредерихсен, Виктор Владимирович (1918—1980), пол, гидрограф — о. (1980), о. (Км, 1981).
- Френберг, Евгений Николаевич (1889—1981), геолог, моряк — г., (НЗ, 1934), г. (мЛ, 1932).
- Фураев, Семён Кириллович (1685 — ок. 1750), унтер-офицер ВСЭ — м. (Км, 1964).
- Фус, Виктор Егорович (1840—1915), астроном — м. (1900), п-в (Км, 1961).
- Халилецкий, Георгий Хрисанфович (1898—1960), нач. аэросъемочных экспедиций — м. (Км, 1965), оз. (Т, 1976).
- Харлов, Яков Петрович (1795—?), штурман — м. (НЗ, 1833).
- Хвойнов, Степан (XVIII в.), землемер — м. (НС, 1822).
- Хмызников, Павел Константинович (1896—1943), полярный гидрограф и гидролог — Км.: м. Хмызииковский (1974), мелководье Хмызниковское (1973), пр. (1964).
- Цамутали, Николай Георгиевич (1868—?), капитан — о. (НЗ, 1930).
- Цветков, Константин Алексеевич (1874—1954), астроном, профессор — р., м. (Т, 1936).
- Циволька, Август Карлович (1810—1839), офицер КФШ — з. (НЗ, 1897), з. (НЗ, 1930), м. (НЗ, ок. 1934), о. (НЗ, 1934), о-ва (Км, 1901), м. (НЗ, XX в.).
- Цингер, Николай Яковлевич (1842—1918), геодезист и астроном, профессор — м. (СЗ, ок. 1928).
- Цыганюк, Михаил Иванович (1907—1987), полярный топограф и гидрограф — о. (Км. 1934), м. (Км, 1937).
- Чаплин, Пётр Аврамович (1765), офицер ВСЭ — м. (Ч, 1828).
- Чекановский, Александр Лаврентьевич (1832—1876), учёный-геолог и палеонтолог — кряж (мЛ, 1893).
- Чекин, Никифор (XVIII в.), геодезист ВСЭ — з. (НЗ, 1835), м. (НЗ, 1952), м. Чекина (Щербина) (Т, 1919).
- Челюскин, Семён Иванович (ок. 1707—1764), штурман ВСЭ — м. (Т, 1843), о. (устье Пясины, 1740), о. (Км, 1843), п-в (Т, 1893).
- Чернышёв, Феодосий Николаевич (1856—1914), геолог и палеонтолог, академик — лед. (ЗФИ, 1963), г., лед. (НЗ, 1913), оз. (НЗ), о. (Барм, 1902), з. (Км, 1901), о-ва (Км, 1974), п-в (НС, 1903).
- Чернявский, Юрий Константинович (1913—1943), полярный гидролог — м. (ЗФИ, 1963).
- Черский, Иван Дементьевич (1845—1892), геолог — хребет (север Якутии, 1926).
- Чижов, Николай Алексеевич (1800—1848), морской офицер — м. (К, 1822).
- Чиракин, Яков Яковлевич (1768), кормщик — п-в (1897), р. (НЗ, XIX в.).
- Чирихин, Юрий Дмитриевич (1898—1943), полярный гидрограф — пр. (Км, 1976).
- Чичагов, Василий Яковлевич (1726—1809), морской офицер — о-ва (ЗФИ, ок. 1955).
- Чичагов, Пётр (XVIII в.), геодезист — берег Петра Чичагова (Км, 1974).
- Шадрин, Мстислав Евгеньевич (1904—1952), полярный капитан и гидрограф — м. (Км, 1973).
- Шалауров, Никита Павлович (?—1764), купец, исследователь Арктики — м. (НС, 1906), о. (1823), м. Шалаурова Изба (ВСм, 1823).
- Шаронов, Игорь Дмитриевич (1911—1967), полярный гидрограф — м. (Км, 1972).
- Шведе, Евгений Леопольдович (1859—1893), морской офицер — б. (Км, 1894).
- Шилейко, Евгений Иванович (1866—1904), морской офицер — о. (Км, 1901), м. (НС, 1893).
- Шинков, Дмитрий Васильевич (1900—1965), военный гидрограф — б. (НЗ, 1929).
- Шишмарев, Глеб Семёнович (1781—1835), морской офицер — о-ва (НЗ, 1835).
- Школьников, Исаак Бенцианович (1912—1965), полярный гидрограф — пр. (Км, 1965), м. (ВСм, 1965).
- Шмидт, Отто Юльевич (1891—1956), нач. ГУСМП, академик — п-в (НЗ, 1930), о. (СЗ, 1930), м. Отто Шмидта (Ч, 1934).
- Шокальский, Юлий Михайлович (1856—1940), географ, картограф, почетный академик — лед. (НЗ, 1913), о. (Барм, 1902), о. (Км, 1926), м. (Т, 1901), пр. (СЗ, 1913).
- Шуберт, Фёдор Фёдорович (1789—1865), начальник КФШ — з., м. (НЗ, 1833), м. (НЗ, XX в.), м. (Км, 1828).
- Щербинин, Михаил Яковлевич (1705—1744), штурман ВСЭ — м. Щербинина (Щерберина) (Т, 1919).
- Ющенко, Артемий Павлович (1895—1968), гидрограф-геодезист, профессор — г. (Т, 1974).
- Яковкин, Владимир Авенирович (р. в 1911), полярный астроном и геодезист — б. (мЛ, 1973).
- Яльцев, Пётр Никитич (1890 — ок. 1954), гидрограф — м. (ЗФИ, 1963).
- Янов, Алексей Владимирович (1863—?), военный гидрограф — о-ва (Барм, 1902).
- Яновский, Сергей Сергеевич (1927—1965), полярный гидрограф — м. (СЗ, 1973).
- Янченко, Степан Алексеевич (1894—1952), полярный гидрограф — м. (ЗФИ, 1956).